# Filippo Campioli
Filippo Campioli, född den 21 februari 1982, är en italiensk friidrottare som tävlar i höjdhopp.
Campiolis genombrott kom när han kvalificerade sig till finalen vid Olympiska sommarspelen 2008 där han slutade på tionde plats med ett hopp på 2,20. Vid inomhus-EM 2009 slutade han fyra efter att ha hoppat 2,29.

## Personliga rekord
- Höjdhopp - 2,30 meter